# Soh Chin Ann
Soh Chin Ann ou Soh Chin Aun (en chinois : 苏进安), né le 20 juillet 1950 à Alor Gajah en Malaisie britannique, est un ancien footballeur international malaisien. Il est connu pour être le troisième joueur le plus capé de l'histoire avec sa sélection nationale.

## Statistiques

### En sélection
Le tableau suivant dresse les statistiques de Soh Chin Ann en équipe de Malaisie par année.
| Sélection | Année | Statistiques | Statistiques |
| Sélection | Année | Matchs       | Buts         |
| --------- | ----- | ------------ | ------------ |
| Malaisie  | 1969  | 3            | 0            |
| Malaisie  | 1970  | 12           | 0            |
| Malaisie  | 1971  | 15           | 1            |
| Malaisie  | 1972  | 13           | 3            |
| Malaisie  | 1973  | 20           | 1            |
| Malaisie  | 1974  | 12           | 0            |
| Malaisie  | 1975  | 19           | 0            |
| Malaisie  | 1976  | 13           | 2            |
| Malaisie  | 1977  | 17           | 1            |
| Malaisie  | 1978  | 16           | 0            |
| Malaisie  | 1979  | 17           | 1            |
| Malaisie  | 1980  | 13           | 1            |
| Malaisie  | 1981  | 8            | 1            |
| Malaisie  | 1982  | 0            | 0            |
| Malaisie  | 1983  | 4            | 1            |
| Malaisie  | 1984  | 13           | 1            |
| Total     | Total | 195          | 13           |

Le tableau suivant dresse les statistiques de Soh Chin Ann en équipe de Malaisie olympique par année.
| Sélection | Année | Statistiques | Statistiques |
| Sélection | Année | Matchs       | Buts         |
| --------- | ----- | ------------ | ------------ |
| Malaisie  | 1971  | 4            | 0            |
| Malaisie  | 1972  | 3            | 0            |
| Malaisie  | 1976  | 3            | 0            |
| Malaisie  | 1980  | 6            | 0            |
| Malaisie  | 1983  | 4            | 0            |
| Malaisie  | 1984  | 4            | 0            |
| Total     | Total | 24           | 0            |

### Répartition
|                                | Matchs | Buts |
| ------------------------------ | ------ | ---- |
| Amical*                        | 122    | 10   |
| Qualification Coupe d'Asie     | 18     | 2    |
| Coupe d'Asie des Nations (CAN) | 4      | 0    |
| Jeux asiatiques                | 14     | 0    |
| Jeux d'Asie du Sud-est         | 23     | 0    |
| Qualification Coupe du Monde   | 10     | 0    |
| Coupe d'Ovaltine               | 4      | 1    |
| Sous-total                     | 195    | 13   |
| Qualification Jeux Olympiques  | 21     | 0    |
| Jeux Olympiques                | 3      | 0    |
| Sous-total                     | 24     | 0    |
| Total                          | 219    | 13   |

*incluant le tournoi Merdeka, la Coupe du Président, le tournoi d'anniversaire de Jakarta, la King's Cup.